# Paweł Bartłomiej Grec
Paweł Bartłomiej Grec (ur. 30 sierpnia 1968 w Warszawie, zm. 22 lutego 1993 w Warszawie) – polski poeta pokolenia lat 90. XX w., działacz Niezależnego Zrzeszenia Studentów, pomysłodawca i organizator imprez jazzowych w Klubie „Stodoła”.

## Życiorys
Jego ojciec był adwokatem, matka dziennikarką. Ukończył Liceum Ogólnokształcące im. Konopnickiej w Warszawie. Studiował robotykę na Wydziale MEL Politechniki Warszawskiej. W okresie licealnym zaczął pisać wiersze oraz opowiadania, które ilustrował własnymi szkicami. Interesował się również fotografią i filmem. W czasie studiów zaangażował się w działalność na rzecz środowiska studenckiego, pracując w Samorządzie Studenckim PW oraz na forum Niezależnego Zrzeszenia Studentów, a także w Studenckim Klubie Stodoła. Współpracował z Polskim Towarzystwem Muzyki Współczesnej. Studiował języki obce oraz wiedzę o filmie, przygotowując się do studiów reżyserskich, które planował podjąć w roku akademickim 1993/94. Jesienią 1992 zbieranie materiałów do pracy dyplomowej na Politechnice przerwała choroba. Na początku 1993 zmarł na raka. Tuż przed śmiercią nakręcił kilka miniatur filmowych, jedną z nich zatytułował Jestem – jestem początkiem ale nie mam końca. Taki też tytuł oraz motto nosi wydany w dwóch nakładach tomik poezji (1993, 1994).
Na Ogólnopolskim Turnieju Poezji Śpiewanej – Ogólnopolskiego Konkursu Recytatorskiego powstałego w 1955 – jest Nagroda Specjalna im. Pawła Bartłomieja Greca. W 20. rocznicę śmierci poety Ogólnopolskiemu Otwartemu Konkursowi Jednego Wiersza odbywającemu się w Kutnie w ramach Festiwalu „Złoty Środek Poezji” nadano im. Pawła Bartłomieja Greca.

## Twórczość
Po zebrane w tomiku Jestem wiersze sięgnął Teatr Polskiego Radia, realizując słuchowisko poetyckie w reżyserii Andrzeja Górskiego i realizacji Aliny Langiewicz (1994). Jego wiersze prezentowane były w radio i w telewizji, w polonijnej rozgłośni radowej w USA a także na różnych forach poezji, w Przeglądzie Sceny Młodych, Poezji śpiewanej, Wyśpiewać poezję (2011, 2012).
Muzykę do wierszy Serca korzenie i Until the rain comes napisał Włodzimierz Korcz; wykonuje je na spotkaniach z poezją Pawła Bartłomieja Greca oraz na własnych koncertach Halina Frąckowiak. Wiersz Until the rain comes zaśpiewała z Orkiestrą Symfoniczną Filharmonii w Poznaniu (1995). Do wiersza What I Want, it`s What I`m muzykę napisał Krzysztof Sadowski, a wykonywała go Marysia Sadowska m.in. na koncertach w Stodole, na Politechnice Warszawskiej (1994, 1995). Kompozytor, wirtuoz gitary klasycznej Roman Ziemlański zadedykował poecie napisane na gitarę preludium oraz muzykę do 5 wierszy m.in. z tomiku „Jestem”. Muzyka towarzyszyła koncertom „Apetyt na poezję”. Wiersze publikowane w „Literaturze” znalazły się w kompozycjach muzycznych Vlasty Karpenko. Interpretację wierszy poety prezentowali aktorzy: Krzysztof Kolberger, Wojciech Siemion, Anna Chodakowska, Olgierd Łukaszewicz, Jerzy Zelnik, Dariusz Kowalski, Rafał Królikowski, Anna Czartoryska, Jan Wieczorkowski, Omar Sangare.
Twórczość poetycka Pawła Bartłomieja Greca znalazła odzwierciedlenie w pracach malarza Dariusza Twardocha, który zrealizował cykl obrazów akwarelowych stanowiących ilustrację do tomiku Jestem. Inny artysta, grafik Władysław Jurkiewicz (uczeń prof. Bronisława Schönborna) wykonał do wierszy poety ponad 20 grafik, dedykując mu je pośmiertnie. Prezentowane były na Wystawie Poświęconej Pamięci Poety Pawła Bartłomieja Greca (Warszawa, Rynek Nowego Miasta 1997). Grafiki wystawione były na aukcji, z której dochód przekazany został Warszawskiemu Hospicjum.

## Działalność w ruchu studenckim
Był pomysłodawcą i organizatorem imprez jazzowych, które odbywały się pod nazwą Aqustic Pub. Promował nowe, studenckie, początkujące zespoły muzyczne i teatralne. Organizował wymianę studenckich grup muzycznych, także spoza Polski. Współpracował z Polskim Towarzystwem Muzyki Współczesnej. Imprezy pod wspólną nazwą Acoustic Pub odbywały się w Stodole w każdą środę o godzinie 20.00. Plakaty rysował najczęściej sam. Na współpracę z Klubem zdecydowały się Pol Jazz i Folk Time. Pierwszy taki koncert odbył się 26 lutego 1992, na którym wystąpiła grupa Jejante, grająca wenezuelską muzykę ludową.
Działał w Niezależnym Zrzeszeniu Studentów, angażował się w prace Samorządu Studenckiego PW. Krajowa Komisja Koordynacyjna NZS wybrała go do Komisji Uczelnianej NZS Politechniki Warszawskiej. Został upoważniony do działania w imieniu NZS PW do składania woli w aktach notarialnych w imieniu organizacji uczelnianych (1991). Uczestniczył w posiedzeniach Rady Naukowej MEL PW.